# Jerónima Llorente
Jerónima Llorente, född 1793, död 1848, var en spansk skådespelare. Hon var engagerad vid de kungliga teatrarna i Madrid, Teatro de la Cruz och Teatro del Príncipe, mellan 1803 och 1848. 